# 죽음의 집 기록
《죽음의 집 기록》(러시아어: Записки из Мёртвого дома)은 표도르 도스토옙스키의 1860~1862년 중편소설이다. 작자가 시베리아의 옴스크 감옥에서 체험한 사실에 입각해서 쓴 것이다. 1861-62년에 걸쳐 주간신문 <러시아 세계>에 이어서 형 미하일과 공동 편집했던 잡지 <시(時)>에 발표되었다.
도스토예프스키의 작품으로서는 드물게 보는, 어디까지나 잔잔한 서술은, 이 세상에도 실존하는 <죽음의 집> 속에서 무서운 고독감과 싸우면서 어떤 기이한 사실조차도 놓치지 않은 작자의 냉철한 관찰을 반영하고 있다.
도스토예프스키가 목격한 사건은 일찍이 작자가 꿈꾸었고, 그 까닭으로 시베리아 유형의 원인이 되었던 사상으로서는 도저히 지탱할 수 없는 무게를 지니고 있다. 이 <집>에서는 단순한 정사(正邪)·미추(美醜)의 개념을 넘어 모두가 성립되고 있다. 가장 지저분하고 추악한 환경 속에 있는 가장 기이한 인간에도 ‘인간(人間)’은 있다. 시베리아 이후의 도스토예프스키의 문학이 이것을 여러 형태로 파헤치는 방향으로 크게 여물어갔다고 본다면 이 대문호의 작품들에 있어, 이 책이 단지 당시의 정치체제를 지탱하는 무자비한 감옥기구를 고발하는 책, 또 그곳에서 신음하는 민중에의 공감의 기록 이상의 중대한 의미를 갖는다는 것은 말할 나위도 없다.

## 같이 보기
- 러시아 문학